# Дольшино (Псковська область)
Дольшино (рос. Дольшино) — присілок в Новосокольницькому районі Псковської області Російської Федерації.
Населення становить 32 особи. Входить до складу муніципального утворення Пригородная волость.

## Історія
Від 2015 року входить до складу муніципального утворення Пригородная волость.

## Населення
| 2001 | 2002 | 2010 |
| ---- | ---- | ---- |
| 50   | ↘49  | ↘32  |